# Ring of Red
Ring of red là một game chiến thuật mang tính hư cấu lịch sử, được phát triển bởi Konami chạy trên nền PlayStaytion 2. Được xem như một trong những game cuối cùng phát hành ở Bắc Mỹ dưới dạng PS2 CD-ROM.

## Cốt truyện
Ring of Red lấy bối cảnh vào những năm 1960 sau Chiến tranh thế giới thứ hai. Theo dòng lịch sử, Nhật Bản đã không đầu hàng sau 1945 và Hợp chủng quốc Hoa Kỳ đã không tiến hành ném bom hạt nhân mặc dù vũ khí này đã được Hoa Kỳ sản xuất và bị Liên Bang Xô Viết đánh cắp. Thay vào đó, Nhật đã bị đánh bại và chiếm đóng sau chiến dịch Operation Downfall đẫm máu của quân đội đồng minh. Cùng với cao trào của chiến tranh lạnh, Hokkaido nằm dưới sự bảo hộ của Xô Viết và miền Bắc Nhật Bản được xây dựng dưới chế độ Chủ nghĩa xã hội, trong khi miền Nam được phát triển theo hình thức dân chủ thân phương Tây, và cả hai phía bị kéo vào cuộc chiến tương tàn để bảo vệ thể chế của mình. Cụ thể, miền Bắc Nhật nhận sự yểm trợ của Liên Xô và Trung quốc cộng sản, Hoa Kỳ và phương Tây ủng hộ miền Nam, trong khi Đức bán vũ khí cho cả hai bên.
Vào 1950, khi Liên Xô đổ quân lên miền Bắc Nhật Bản và tiến hành xâm chiếm miền Nam, một cuộc chiến tàn khốc xảy ra, tương tự cuộc chiến ở hai miền Triều Tiên, cuộc chiến diễn ra trong 3 năm và lấy đi phân nửa dân số khi đó của Nhật Bản với kết quả chiến thắng sau cùng thuộc về miền Nam dân chủ thân phương Tây.
Một sự phát triển nổi bật về công nghệ trong thời kì này là có sự tham gia của các đơn vị "Bộ binh thiết giáp" - Armored Fighting Walkers (hay AFWs). AFWs là những đơn vị được cơ cấu hóa cho hợp lý với khả năng chiến đấu tự hành (linh hoạt và ổn định trong chiến đấu). Đây là những vũ khí mặc dù tối tân khi đó nhưng chỉ đóng một vai trò nhỏ trên chiến trường Châu Âu, thế nhưng trong cuộc chiến Đại Á Châu, AFWs trở thành xương sống trên chiến trường, giữ vai trò tiên quyết cho chiến thắng ở cả hai phía.
Game bắt đầu vào 1964, tức 14 năm sau cuộc chiến hai miền Nhật Bản, người chơi sẽ vào vai của nhân vật chính, Masmi von Weizegger, và là lãnh đạo của nhóm AFWs miền Nam nhận nhiệm vụ tìm cách lấy lại một "Prototype AFW" bị đánh cắp bởi quân đội miền Bắc nhằm tránh khả nămg vũ khí ưu việt này được sử dụng vào mục đích xấu.

## Luật chơi
Mỗi trận đấu đơn được tiến hành trên cơ sở chiến đấu theo lượt với thời gian thực. Các đơn vị AFW tấn công theo từng kiểu đặc trưng được phân theo loại chiến đấu, sự đổi mùa, các đơn vị bộ binh hỗ trợ với từng khả năng khác nhau và một số chi tiết khác.

### Bản đồ chiến thuật
Trong mỗi nhiệm vụ, người chơi sẽ phân bố các đơn vị AFW trên một bản đồ. Mỗi một ô trên đó sẽ quy định các kiểu địa hình khác nhau và vì vậy, ảnh hưởng đến khả năng phòng thủ của mỗi AFW tương ứng. Người chơi sẽ phải tuân theo các lượt đi trên bản đồ với từng mục tiêu khác nhau như truy đuổi một đơn vị đối phương, chiếm một thị trấn hay hộ tống cho một đơn vị AFW khác. Một vài nhiệm vụ có thể được chia thành từng mục tiêu khác nhau và vì vậy người chơi sẽ có nhiều quyết định tương ứng.
Người chơi tham gia vào trận chiến bằng một đơn vị với khoảng cách nhất định với đối phương. Khoảng cách bắt đầu phụ thuộc vào ô quy định trên bản đồ.
Ô liền kề: khoảng cách gần
Ô chéo: khoảng cách trung bình
Cách hai ô: khoảng cách xa
Nếu người chơi thành công trong việc phá hủy một AFW đối phương, đơn vị đó sẽ bị xóa khỏi bản đồ, ngược lại nếu người chơi bị mất một đơn vị của mình, đơn vị đó sẽ chỉ chơi được ở nhiệm vụ tiếp theo.
Ngoài các cuộc đấu tay đôi ra, người chơi có thể tham gia chiếm thành phố và sẽ được thưởng dưới hình thức tuyển mộ thêm bộ binh hay hồi phục sinh lực cho AFW. Mỗi nhiệm vụ có một ràng buột nhất định với người chơi như sẽ bị thua nếu mất AFW của Weizegger hay thực thi nhiệm vụ quá thời gian quy định.

### Trận đấu
Các trận đấu diễn ra ở dạng thời gian thực. Người chơi sẽ bắt đầu bằng đơn vị của mình đối diện với một đơn vị đối phương. Mục tiêu của mỗi trận là tiêu diệt đơn vị đối phương. Nếu một trong hai đơn vị bị tiêu diệt, người thua sẽ bị xoá khỏi bản đồ, ngược lại trận đấu sẽ kết thúc với kết quả hòa. Trận đấu có thể được kết thúc dưới thời gian quy định nếu một trong hai thoát khỏi trận đấu (Escape) hay tiến hành cho đấu tay đôi ở cự ly gần nhất (Combat).
Trong khi tham gia trận đấu, người chơi có thể điều khiển cho AFW di chuyển và điều khiển đơn vị bộ binh tác chiến phụ. Các đơn vị AFW sẽ phải chờ sau một khoảng thời gian để vũ khí chính được sẵn sàng, mục tiêu có thể là AFW hay bộ binh tác chiến phụ của đối phương. Trong khi nhắm bắn mục tiêu, người chơi sẽ vào vị trí của góc nhìn thứ nhất cùng số phần trăm có thể có. Thời gian ngắm bắn càng lâu, độ chính xác và mức độ thương tổn sẽ tăng lên.
Các điều kiện của bản đồ cũng quyết định phần nào kết quả một trận tác chiến. Cụ thể nếu trận đấu tiến hành vào ban đêm thì số phần trăm ngắm bắn ban đầu sẽ bị giảm đáng kể. Chức năng Maximum Attacks cũng là một khác biệt giữa các đơn vị AFW, các khả năng này gồm "Powerful shot", "Dodging", "Instant movement", và "Instant loading".

## Các đơn vị bộ binh thiết giáp AFW
AFW là các cỗ máy chiến đấu có thể được trang bị trọng pháo chính hay súng máy. Một vài loại đơn vị còn có khả năng tác chiến bằng tay tại cự ly gần nhất. Trong Ring of Red, các AFW là đơn vị mà người chơi sẽ phải điều khiển trực tiếp và được hỗ trợ từ lực lượng tác chiến phụ. AFW được chia thành nhiều loại và được đặc trưng bằng khả năng chiến đấu của mỗi loại. Một số loại còn có thể được thấy từ đoạn phim giới thiệu mở đầu của trò chơi qua các đoạn tư liệu được ghi lại trong Chiến tranh thế giới thứ hai nổi bật giữa các đơn vị tăng thiết giáp vốn nhờ vào sự trợ giúp của kĩ thuật đồ họa máy tính.

### Standard AFW
Standard AFW được đặc trưng bởi hình dạng hai chân đứng thẳng cùng nhiều loại trang bị vượt trội. Được mô phỏng theo hình người với tay phải được trang bị trọng pháo, một súng máy như vũ khí phụ trong khi tay trái được bảo vệ bởi tấm một tấm chắn nhằm giảm thiểu tổn hại từ vũ khí đối phương. Nhân vật chính Weizegger trang bị Standard AFW với một khẩu pháo 88mm.
Standar AFW có tốc độ di chuyển vừa phải nhưng sở hữu một khả năng tác chiến tuyệt hảo nhờ vào sự linh động sẵn có. Chiến đấu tốt nhất ở cự ly trung bình, nhưng cũng không kém ở các cự ly khác nhờ vào khả năng chiến đấu hữu hiệu ở cự ly gần nhất (Combat) và Maximum attack (Accuracy hay Quick fire) ở vị trí xa nhất.

### Light AFW
Light AFW được thiết kế cho phù hợp với mục đích do thám đối phương. Vì lý do đó, loại AFW này luôn có phạm vi di chuyển xa nhất trên bản đồ chiến thuật và khả năng di chuyển rất nhanh trong mỗi phiên đấu. Khả năng reload vũ khí nhanh cũng là một đặc trưng khác của loại đơn vị này. Tuy vậy, Light AFW là những đơn vị được trang bị rất kém với súng máy nên gây thiệt hại rất thấp cho đối phương.
Light AFW hoạt động tốt ở cự ly gần nhưng rất nguy hiểm nếu đối đầu với Standard hay Anti AFW ở khoảng cách này.

### 4-Leg AFW
Là những đơn vị được trang bị pháo hạng nặng cùng khả năng gây thiệt hại cho đối phương ở mức cao nhất và phần trăm ngắm bắn chính xác cao đi kèm ban đầu.
Ở cự ly xa, đây là đơn vị vượt trội so với các loại AFW khác. Nhược điểm lớn của loại đơn vị này là tốc độ di chuyển trong trận đấu và thời gian load chậm sau mỗi lượt bắn.
Đơn vị sở hữu khả năng "Emergency load" trong Maximum attack giúp linh hoạt hơn trong mỗi trận đánh.

### Anti AFW
Được xem như một công nghệ đột phá với AFW, được thiết kế cho mục đích chiến đấu với các loại AFW khác ở cự ly gần nhất và tiêu diệt chúng với khả năng chiến đấu mặt đối mặt. 
Trong trận đấu, chúng là đơn vị có tốc độ di chuyển nhanh nhất, và khả năng tác chiến hiệu quả nhất ở cự ly gần. Sở hữu khả năng "Instand movement" và các tính năng khác hỗ trợ chiến đấu ở cự ly "Combat".

## Bộ binh
Một vài loại bộ binh cùng tham gia với AFW trong mỗi trận đấu, được đặc trưng bằng các khả năng riêng biệt.
Infantry được trang bị súng trường và lựu đạn. Hiệu quả rất kém nếu dùng để chống lại các AFW
Medic chủ yếu hỗ trợ phòng thủ cho AFW. Được trang bị súng ngắn, mặt nạ phòng độc và chất kích thích nhằm tăng khả năng chiến đấu và nhiều loại vũ khí khác như pháo sáng hay white phosphurus.
Shoooter rất hiệu quả nếu dùng chống lại AFW. Trang bị súng phóng rocket và lựu đạn cầm tay cũng như các loại vũ khí loại trừ giáp bảo vệ của AFW như "Heat", "APRC" và "APC".
Mechanics hỗ trợ các kĩ năng sửa chữa AFW. Trang bị súng trường, súng phóng rocket chống tăng và một số loại mìn bộ binh.
Supply hỗ trợ tăng tốc độ load vũ khí và tốc độ di chuyển của AFW, có thể đặt mìn bộ binh. Giống như Shooters hay Mechanics, đơn vị có thể sử dụng các loại vũ khí loại trừ giáp bảo vệ của AFW đối phương